# Anthidium
Anthidium Fabricius, 1805 è un genere di api spesso chiamate api cardatrici. Non tagliano le foglie, ma usano la resina delle conifere, i tricomi, il fango o una miscela di questi materiali per costruire i loro nidi. Come altri membri della famiglia Megachilidae, sono api solitarie con una scopa che porta il polline, situata unicamente sulla superficie ventrale dell'addome (altre famiglie di api hanno strutture che trasportano il polline sulle zampe posteriori). Le circa 80 specie di Anthidium sono distribuite principalmente nell'emisfero settentrionale e in America meridionale.

## Descrizione
La maggior parte delle specie di Anthidium presenta bande addominali di un colore che va dal crema al giallo, solitamente interrotte al centro da una banda più scura. Non hanno lobi tra gli artigli. L'Anthidium manicatum, comunemente nota come ape cardatrice della lana o ape lanigera o anche cardatrice dei giardini, utilizza mandibole a forma di pettine per "pettinare" le fibre vegetali sulle pareti delle celle della covata. 
I maschi sono molto più grandi (circa 18 mm) rispetto alle femmine (ca. 12 mm), cosa non rara tra i Megachilidae, ma molto più rara tra le altre famiglie di api. I maschi di Anthidium manicatum presentano inoltre tre "spine" all'apice addominale, che usano come armi per difendere il territorio. L'Anthidium florentinum è una delle specie europee più comuni; questa specie vola per tutta l'estate e nidifica in buche nel terreno, nei muri o negli alberi, utilizzando peli strappati dalle piante per costituire un nido, nel quale depone un uovo su uno strato di polline e nettare.
Le specie del genere Anthidium hanno la particolarità di avere più femmine che maschi, cosa insolita tra le api solitarie. I maschi sono territoriali e più grandi delle femmine e i sessi volano nello stesso periodo dell'anno. È stato suggerito che questo modello biologico venga dalla prolungata ricettività sessuale delle femmine, insieme all'uso da parte dei maschi di risorse facilmente difendibili nei loro territori.

## Specie fossili
Quattro specie sono state descritte da reperti fossili. Le specie più antiche risalgono ai depositi Priaboniani e Rupeliani della Formazione di Florissant, in Colorado.
- † Anthidium basalticum Zhan, 1989[5]
- † Anthidium exhumatum Cockerell, 1906[5]
- † Anthidium mortuum (Meunier, 1920)[5]
- † Anthidium scudderi Cockerell, 1906[5]